# Afroplitis dasychirina
Afroplitis dasychirina är en fjärilsart som beskrevs av M.Gaede 1928. Afroplitis dasychirina ingår i släktet Afroplitis och familjen tandspinnare. Inga underarter finns listade i Catalogue of Life.